# Apatophysis sieversi
Apatophysis sieversi är en skalbaggsart som beskrevs av Ludwig Ganglbauer 1887. Apatophysis sieversi ingår i släktet Apatophysis och familjen långhorningar. Inga underarter finns listade i Catalogue of Life.